# Caradoc von Llancarfan
Caradoc of Llancarfan (walisisch Caradog o Lancarfan) war ein walisischer Geistlicher und Autor, der in Llancarfan in Wales während 12. Jahrhunderts verortet wird. Man hält ihn für den Autor des Life of Gildas und eines Life of Saint Cadog in Latein.
Er war ein Zeitgenosse von Geoffrey von Monmouth, der die Historia regum Britanniae verfasst hat. Am Ende der Historia gibt es einen Hinweis auf Caradoc, der eine Fortsetzung von 689 bis auf seine Zeit geschrieben habe. Dies könnte die Chronik Brut y Tywysogion gewesen sein, auch wenn keine erhaltenen mittelalterlichen Kopien Caradoc als deren Autor nennen.
Die Entstehungszeit des Life of Gildas wird zwischen 1130 und 1150 angesetzt. Der Autor kannte das Kloster von Glastonbury, woraus man geschlossen hat, dass er vielleicht von Llancarfan nach Glastonbury gezogen sei.
Caradocs Version des Life of Saint Cadog findet sich in einem Manuskript der University of Cambridge, zusammen mit dem Life of Gildas. Am Ende des Manuskripts stellt sich der Autor in einem lateinischen Couplet als derselbe Autor wie der des zweiten Life vor. In der Geschichte des Life of Cadog kommt King Arthur als eine Hauptfigur vor.
Der im 16. Jahrhundert lebende walisische Antiquar David Powel beanspruchte, dass seine Cronica Walliae (Historie of Cambria) eine Fortsetzung dieser Chronik sei. Ende des 18. Jahrhunderts schrieb Iolo Morganwg, dieser Anspruch beziehe sich auf Caradocs verlorene Chronik, Brut Aberpergwm. Dieses Werk wurde in The Myvyrian Archaeology of Wales veröffentlicht und entwickelte sich zu einer der einflussreichsten und bestbekannten von Iolos zahlreichen Fälschungen, die dem Kingdom of Morgannwg (Glamorgan) einen zentralen Platz in der frühen und mittelalterlichen walisischen Geschichte einräumten.
Erst John Strong Perry Tatlock äußerte Zweifel in einem Artikel von 1938 an den Artikeln über Caradoc, die Thomas Frederick Tout im Dictionary of National Biography und John Edward Lloyd im Dictionary of Welsh Biography verfasst hatten. Er schreibt, dass „sogar der kürzlich verstorbene Professor Tout in einem großen Teil seiner Darstellung im DNB sicherlich unbegründete Behauptungen aufstellt, wertlose Autoritäten verwendet und die Implikationen des zuverlässig Bekannten außer Acht lässt oder verdreht.“